# Matra Alice
Il Matra & Hachette Alice o Matra Hachette Alice, meglio noto come Matra Alice, è un home computer venduto in Francia all'inizio del 1983. Era un clone del TRS-80 MC-10, prodotto attraverso la collaborazione tra Matra e Hachette in Francia e la Tandy Corporation negli Stati Uniti.
L'Alice si distingue per il suo case color rosso. Funzionalmente è equivalente al TRS-80 MC-10 con un connettore video Péritel (SCART) al posto del modulatore RF.
A differenza del suo progenitore l'Alice divenne popolare in Francia grazie alla sua introduzione nelle scuole come parte del programma Informatique pour tous (lett. "Informatica per tutti").

## Modelli
Matra produsse successivamente tre modelli:
- Il Matra Alice 32, dotato dello stesso case ma con un differente chip video (l'EF9345 al posto del Motorola 6847). L'Alice 32 ha 8 kB di RAM, 8 KB di RAM video dedicata e 16 KB di ROM che incorpora anche un Assembler.
- Il Matra Alice 90, un upgrade dell Alice 32, dotato di 32 KB di RAM.
- Il Matra Alice 8000, l'ultimo tentativo della Matra di affermarsi sul mercato dell'informatica domestica ed educativa. Era dotato di 64 kB di RAM, due processori diversi, un Motorola 6803 e un Intel 8088[1], e poteva far girare sia i programmi dei vecchi Alice sia programmi MS-DOS; aveva due slot per cartucce, una vera tastiera meccanica professionale e prevedeva un monitor dedicato che poteva alloggiare due floppy disk, anche se questi ultimi non vennero mai commercializzati. Infatti il costo di produzione si rivelò eccessivo e ne vennero fabbricati solo poche centinaia di esemplari, cosa che oggi lo rende un oggetto per collezionisti.

## Specifiche
- CPU: Motorola 6803
- RAM: 4 kB
- ROM: 8 KB (con Microsoft BASIC)
- Porte I/O:
  - Seriale RS-232C

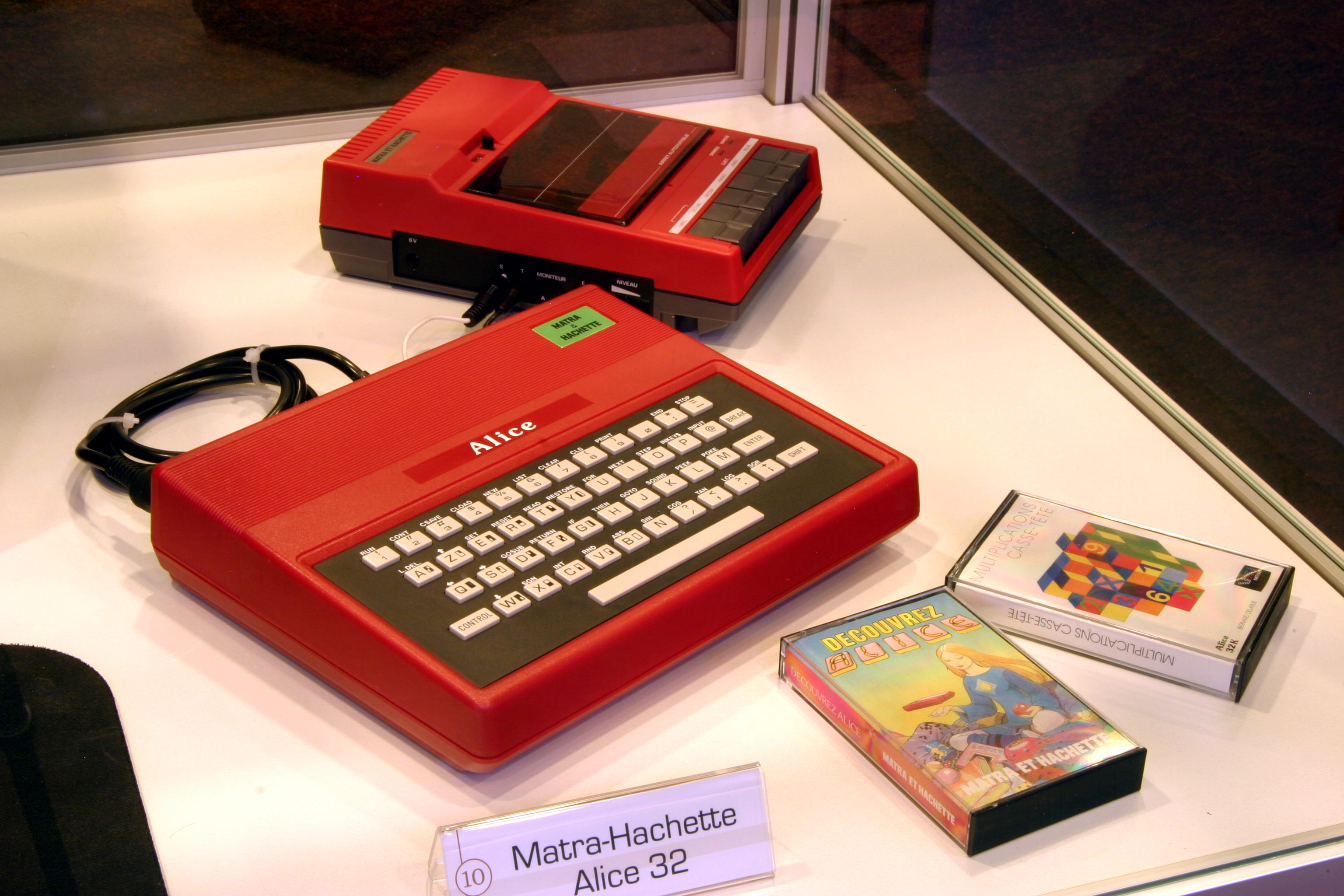
L'Alice 32 con il registratore a cassette

  - Interfaccia per registratore a cassette
  - Uscita video Péritel
  - Interfaccia di espansione
- Tastiera con layout AZERTY